# Малбери (Јужна Каролина)
Малбери (енгл. Mulberry) насељено је место без административног статуса у америчкој савезној држави Јужна Каролина.

## Демографија
По попису из 2010. године број становника је 529, што је 312 (-37,1%) становника мање него 2000. године.
| Група             | 2000.       | 2010.       |
| Белци             | 369 (43,9%) | 247 (46,7%) |
| Афроамериканци    | 391 (46,5%) | 213 (40,3%) |
| Азијати           | 0 (0,0%)    | 0 (0,0%)    |
| Хиспаноамериканци | 78 (9,3%)   | 69 (13,0%)  |
| Укупно            | 841         | 529         |